# Клёнтальское озеро
Клёнтальское озеро или Клёнталер-Зе (нем. Klöntalersee, романш. Klöntalersee) — небольшое озеро в центре швейцарского кантона Гларус.
Площадь — 3,29 км². Озеро представляет собой узкий, около 500 м, и длинный (длина 4,6 км) пресный водоём глубиной до 49 м, расположенный на высоте 848 м над уровнем моря.
С 1908 года озеро используется для нужд электрификации.

## История
В ходе швейцарского похода Суворова, с 30 сентября по 1 октября 1799 года, состоялся бой в Клентальской долине (Клёнтальской), что окружает озеро.

## Галерея

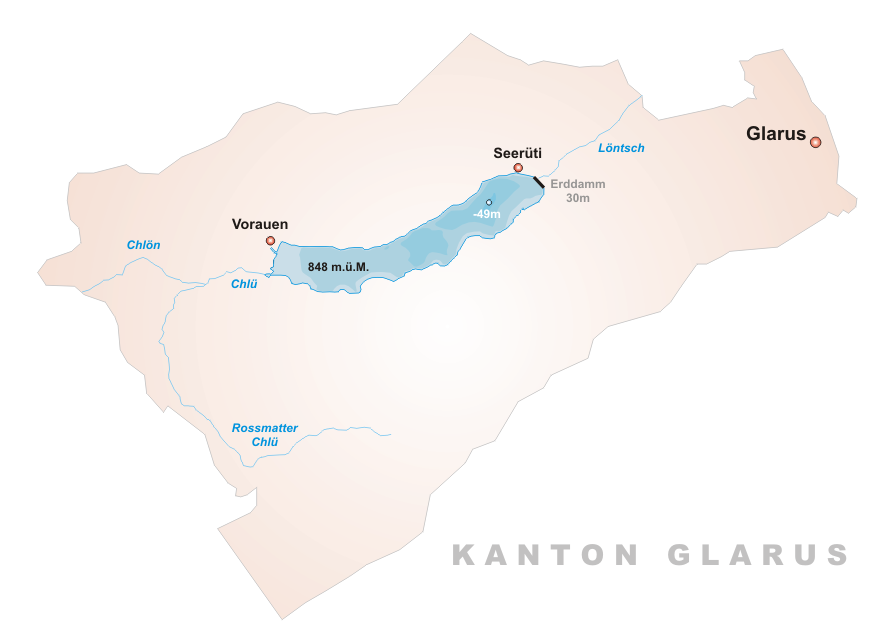
Озеро на карте Гларуса
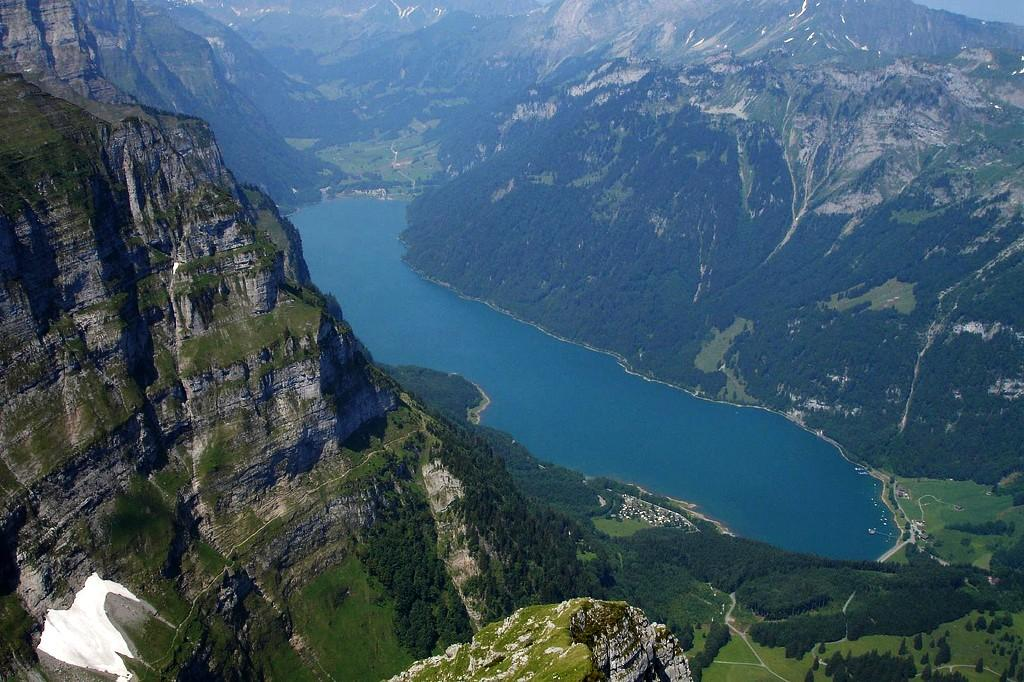
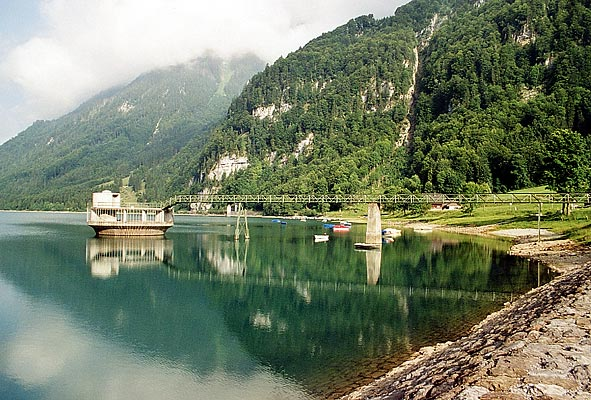
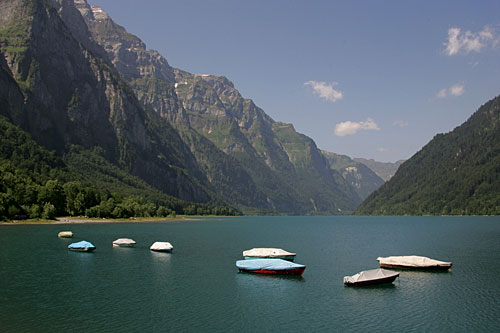
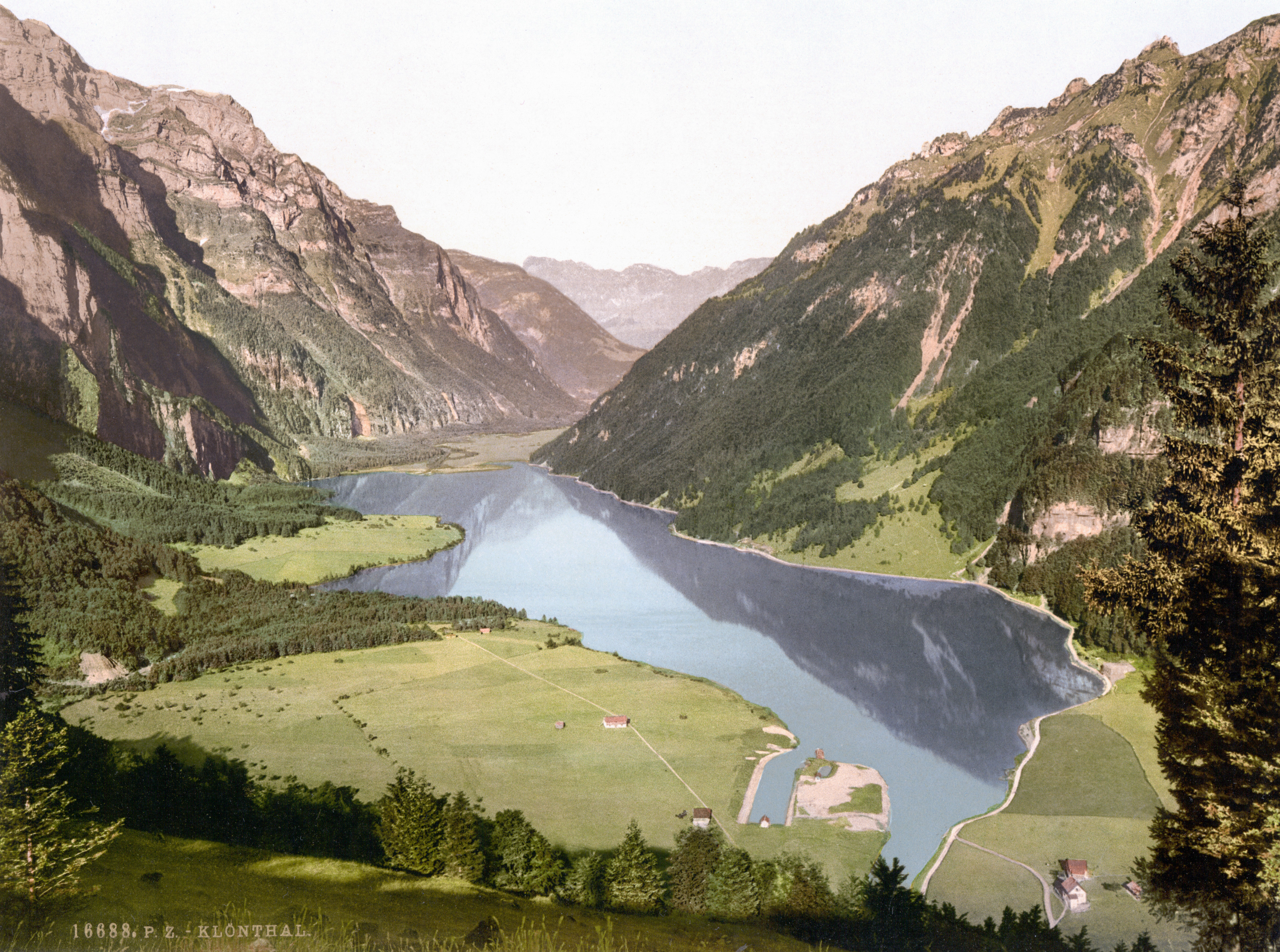
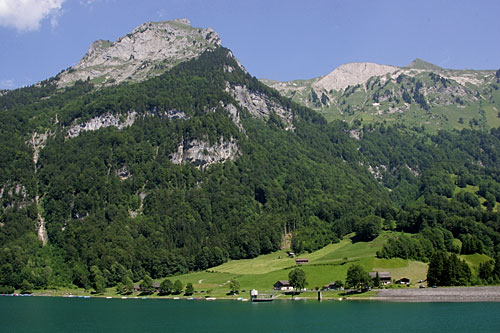